# Militärausschuss der Europäischen Union
Der Militärausschuss der Europäischen Union (engl. European Union Military Committee, EUMC) ist ein Beratungsorgan des Hohen Vertreters der EU für Außen- und Sicherheitspolitik und des Politischen und Sicherheitspolitischen Komitees (PSK). 

## Struktur
Der EUMC besteht aus den Generalstabschefs der EU-Mitgliedsländer, vertreten durch ihre militärischen Repräsentanten, die zumeist in Personalunion bei der EU und der NATO ihr Land vertreten. Der Militärausschuss wurde mit dem Beschluss 2001/79/GASP des Rates der Europäischen Union vom 22. Januar 2001 eingesetzt.
Der EUMC ist für die Umsetzung der Gemeinsame Sicherheits- und Verteidigungspolitik verantwortlich und nimmt die militärische Leitung von Operationen wahr. Die operationelle Umsetzung erfolgt durch den Militärstab der Europäischen Union (EUMS), der sich mit dem Militärausschuss abstimmt. 

## Vorsitzender des EUMC
Der Vorsitzende des Militärausschusses (CEUMC) wird vom Rat der Europäischen Union auf Empfehlung des auf Ebene der Generalstabschefs (engl. chiefs of defence, CHOD) zusammentretenden Ausschusses für eine reguläre Amtszeit von drei Jahren ernannt. Der Vorsitzende des Militärausschusses nimmt dabei an Sitzungen des Politischen und Sicherheitspolitischen Komitees, des NATO-Militärausschusses und des Rates der Europäischen Union teil – im letzteren Fall, wenn ein militärisches Thema auf der Agenda steht.
| Vorsitzende des EUMC           | Vorsitzende des EUMC | Vorsitzende des EUMC | Vorsitzende des EUMC |
| Name                           | Nation               | Beginn der Berufung  | Ende der Berufung    |
| ------------------------------ | -------------------- | -------------------- | -------------------- |
| General Gustav Hägglund        | Finnland             | 22. Januar 2001      | 9. April 2004        |
| General Rolando Mosca Moschini | Italien              | 9. April 2004        | 6. November 2006     |
| General Henri Bentégeat        | Frankreich           | 6. November 2006     | 6. November 2009     |
| General Håkan Syrén            | Schweden             | 6. November 2009     | 6. November 2012     |
| General Patrick de Rousiers    | Frankreich           | 6. November 2012     | 6. November 2015     |
| General Mikhail Kostarakos     | Griechenland         | 6. November 2015     | 6. November 2018     |
| General Claudio Graziano       | Italien              | 6. November 2018     | 15. Mai 2022         |
| General Robert Brieger         | Österreich           | 16. Mai 2022         | 1. Juni 2025         |
| General Seán Clancy            | Irland               | 1. Juni 2025         |                      |